# Gladys Parentelli
Gladys Ethel Parentelli Manzino (sinh ngày 21 tháng 3 năm 1935, Carmelo, Colonia, Uruguay) là một nhà thần học và nhiếp ảnh gia nữ quyền người Uruguay sống ở Venezuela từ năm 1969. Một đại diện của chủ nghĩa sinh thái Mỹ Latinh, cô là một trong ba phụ nữ Mỹ Latinh được Giáo hoàng Paul VI bổ nhiệm làm quan sát viên tại Công đồng Vatican II.

## Tuổi thơ
Gladys Parentelli được sinh ra tại nhà của bà ngoại cô ở Carmelo. Năm 1969, cô đến Venezuela trong một nhiệm vụ tôn giáo với Movimiento Internacional de Juventudes Agrarias Católicas (MIJARC).

## Nghề nghiệp
Parentelli nghiên cứu giáo dục, khoa học thông tin, động lực nhóm, thần học nữ quyền và nhiếp ảnh. Cô đã chụp ảnh chân dung, và các nghiên cứu của cô đã dẫn cô đến chủ nghĩa sinh thái. Cô là người sáng lập và chủ tịch của Movimiento de la Juventud Agraria Católica Femenina. Cô là thành viên của một số hiệp hội của các nhà thần học và mục sư phụ nữ ở Mỹ Latinh. Cô là người sáng lập Red Latinoamericana de Teología y Espiritualidad Ecofeminista ở Venezuela. Bà là giám đốc của Foro Permanente por la Equidad de Género và CISFEM. Cô là người đứng đầu Venezuela của Católicas por el Derecho a Decidir, một tổ chức dạy kế hoạch hóa gia đình cho phụ nữ nghèo. Cô giảng dạy trong lĩnh vực này và đã viết một số bài tiểu luận và bài báo trên các tạp chí chuyên ngành và trên các phương tiện truyền thông.
Parentelli là Điều phối viên Quốc gia về Tài liệu và Xuất bản tại Red Universitaria Venezolana de Estudios de las Mujeres (REUVEM-Venezuela).

### Chủ nghĩa sinh thái
Gladys Parentelli là một đại diện của chủ nghĩa sinh thái Mỹ Latinh. Ý tưởng trung tâm của chủ nghĩa sinh thái là sự áp bức của phụ nữ và sự hủy diệt của hành tinh bắt nguồn từ cùng một hệ thống gia trưởng.
Ở Mỹ Latinh, chủ nghĩa sinh thái đã được kết nối với triết học nữ quyền và thần học giải phóng.